# Pinault (canton)
Pour les articles homonymes, voir Pinault.
Pinault est un canton canadien de l'est du Québec situé dans la région administrative du Bas-Saint-Laurent dans la vallée de la Matapédia.  Il fut proclamé officiellement le 16 octobre 1920.  Il couvre une superficie de 18 905 hectares.

## Toponymie
Le toponyme Pinault est en l'honneur de Louis-Félix Pinault, natif de Rimouski, qui fut au commandement du bataillon des Voltigeurs de Québec lors de la campagne du Nord-Ouest en 1885.  Louis-Félix Pinault fut également député à l'Assemblée législative et ministre de la Milice.